# Молодіжна збірна Ісландії з хокею із шайбою
Молодіжна збірна Ісландії з хокею із шайбою  — національна молодіжна чоловіча збірна команда Ісландії, складена з гравців віком не більше 20 років, яка представляє країну на міжнародних змаганнях з хокею. Опікується збірною Хокей Ісландії. 
Молодіжна збірна Ісландії дебютувала на чемпіонатах світу серед молоді у 1999 році, виступає у другому або третьому дивізіоні.

## Результати на чемпіонатах світу
- 1999 рік – Закінчили на 8-му місці (Група «D»)
- 2000 рік – Закінчили на 9-му місці (Група «D»)
- 2001 рік – Закінчили на 1-му місці (Дивізіон III (кваліфікація))
- 2002 рік – Закінчили на 6-му місці (Дивізіон II)
- 2003 рік – Закінчили на 5-му місці (Дивізіон II Група «В»)
- 2004 рік – Закінчили на 6-му місці (Дивізіон II Група «А»)
- 2005 рік – Закінчили на 3-му місці (Дивізіон III)
- 2006 рік – Закінчили на 2-му місці (Дивізіон III)
- 2007 рік – Закінчили на 5-му місці (Дивізіон II Група «А»)
- 2008 рік – Закінчили на 6-му місці (Дивізіон II Група «А»)
- 2009 рік – не проводився турнір у Дивізіон III
- 2010 рік – Закінчили на 2-му місці (Дивізіон III)
- 2011 рік – Закінчили на 6-му місці (Дивізіон II Група «А»)
- 2012 рік – Закінчили на 3-му місці (Дивізіон III)
- 2013 рік – Закінчили на 5-му місці (Дивізіон II Група «В»)
- 2014 рік – Закінчили на 4-му місці (Дивізіон II Група «В»)
- 2015 рік – Закінчили на 6-му місці (Дивізіон II Група «В»)
- 2016 рік – Закінчили на 5-му місці (Дивізіон III)
- 2017 рік – Закінчили на 3-му місці (Дивізіон III)
- 2018 рік – Закінчили на 4-му місці (Дивізіон III)
- 2019 рік – Закінчили на 5-му місці (Дивізіон III)
- 2020 рік – Закінчили на 1-му місці (Дивізіон III)
- 2021 рік – Турніри дивізіонів І, II та III скасовано через пандемію COVID 19.
- 2022 рік – Закінчили на 5-му місці (Дивізіон II Група «В»)
- 2023 рік – Закінчили на 4-му місці (Дивізіон II Група «В»)
- 2024 рік – Закінчили на 3-му місці (Дивізіон II Група «B»)
- 2025 рік – Закінчили на 4-му місці (Дивізіон II Група «В»)